# Marcos Gregorio McGrath
Marcos Gregorio McGrath (Panama-Stad, 10 februari 1924 - 4 augustus 2000) was een Panamees, rooms-katholiek geestelijke en aartsbisschop van Panama.
Hij trad in bij de Congregatie van het Heilig Kruis en werd tot priester gewijd in 1949. In 1961 werd hij benoemd tot hulpbisschop van het aartsbisdom Panama. Hij werd in die functie benoemd als titulair bisschop van Caeciri. In 1964 werd hij bisschop van Santiago de Veraguas. Tussen 1969 en 1994 was hij aartsbisschop van Panama.
Mgr. McGrath was actief tijdens het Tweede Vaticaans Concilie en hij stond bekend om zijn progressieve en sociale standpunten. In 1970 ontving hij samen met de Braziliaan Dom Hélder Câmara een eredoctoraat van de Université Catholique de Louvain.
- Gemeinsame Normdatei: 1147193363
- International Standard Name Identifier: 0000 0000 3765 9811
- Library of Congress Control Number: n87938582
- Nationale Bibliotheek van Israël: 987012622756105171
- Virtual International Authority File: 18756437
- WorldCat: E39PBJrckB6mk7gqC3GhYFKjmd